# Thlaspi dolichocarpum
Thlaspi dolichocarpum är en korsblommig växtart som först beskrevs av Michael Zohary, och fick sitt nu gällande namn av Werner Rodolfo Greuter och Hervé Maurice Burdet. Thlaspi dolichocarpum ingår i släktet skärvfrön, och familjen korsblommiga växter. Inga underarter finns listade i Catalogue of Life.